# Jodacris chapadensis
Jodacris chapadensis är en insektsart som beskrevs av Bruner, L. 1911. Jodacris chapadensis ingår i släktet Jodacris och familjen gräshoppor. Inga underarter finns listade i Catalogue of Life.